# Château l'Arrosée
Le Château l’Arrosée est un grand cru classé de saint-émilion, situé sur la Côte Sud de Saint-Émilion.

## Caractéristiques

### Deux terroirs pour un vignoble côté sud
Situé sur le front sud des coteaux de Saint-Émilion, dans le prolongement d’Ausone, le Château l’Arrosée se distingue par deux types de sols plantés dans la même proportion des trois cépages (merlot, cabernet sauvignon et cabernet franc). Une partie du vignoble plantée sur la côte abritée au sud-ouest de Saint-Émilion bénéficie d’un ensoleillement maximal, pour le sol de nature argilo-limono-calcaire. Cette exposition favorise la maturité des récoltes d’autant que le sol offre une bonne régulation de la nutrition de la plante aussi bien en eau qu’en sels minéraux. Historiquement, le Château l’Arrosée doit son nom à la présence d’une source souterraine.
La seconde partie du vignoble occupe, quant à elle, des terrains sablo-limoneux dans le pied de côte. Ce double terroir contribue à la complexité et la typicité du vignoble.

### Trois cépages pour un saint-émilion

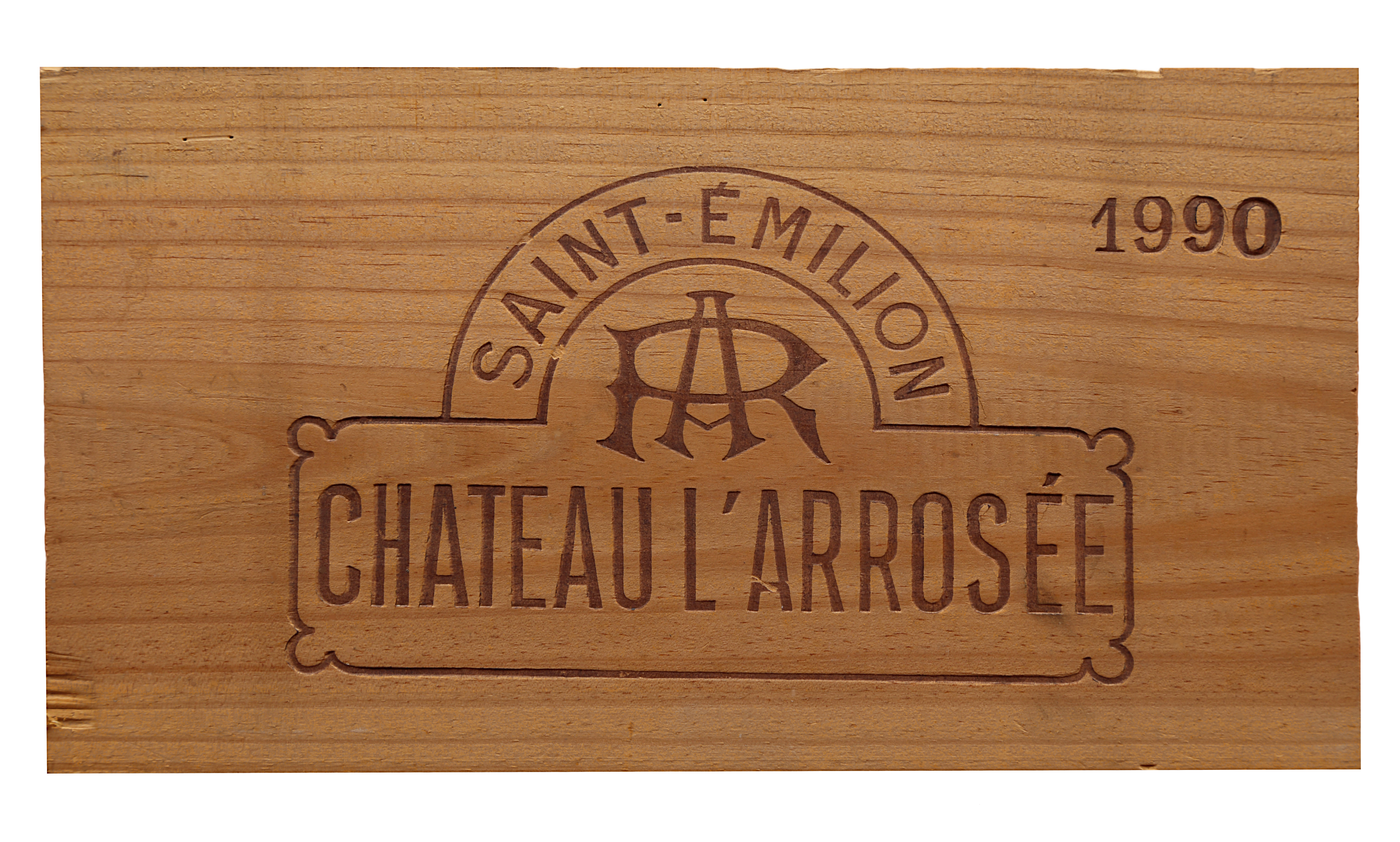
Partie d'une caisse de Château L'Arrosée 1990.

60 % de merlot sont assemblés avec 20 % de cabernet franc et 20 % de cabernet sauvignon. Une contribution des cabernets singularise ce vin par rapport aux autres vignobles de l’appellation. L’âge de ses vignes est de 35 ans en moyenne, et 45 pour les plus anciennes.
Sa culture suit les méthodes traditionnelles, ébourgeonnage, vendanges en vert, effeuillage. Les vendanges sont manuelles et le tri très sélectif. Après passage en cuves thermorégulées, le vin vieillit 15 mois en barriques neuves. La production annuelle du Château l’Arrosée se situe aux alentours de 40 000 bouteilles.